# Hannescamps
Hannescamps és un municipi francès situat al departament del Pas de Calais i a la regió dels Alts de França. L'any 2007 tenia 183 habitants.

## Demografia

### Població
El 2007 la població de fet de Hannescamps era de 183 persones. Hi havia 63 famílies de les quals 12 eren unipersonals (4 homes vivint sols i 8 dones vivint soles), 12 parelles sense fills, 35 parelles amb fills i 4 famílies monoparentals amb fills.
La població ha evolucionat segons el següent gràfic:
Habitants censats

### Habitatges
El 2007 hi havia 67 habitatges, 63 eren l'habitatge principal de la família, 1 era una segona residència i 3 estaven desocupats. Tots els 67 habitatges eren cases. Dels 63 habitatges principals, 59 estaven ocupats pels seus propietaris i 4 estaven llogats i ocupats pels llogaters; 3 tenien tres cambres, 18 en tenien quatre i 42 en tenien cinc o més. 47 habitatges disposaven pel capbaix d'una plaça de pàrquing. A 23 habitatges hi havia un automòbil i a 31 n'hi havia dos o més.

### Piràmide de població
La piràmide de població per edats i sexe el 2009 era:
| Homes | Edats   | Dones |
| ----- | ------- | ----- |
| 0     | 95 o +  | 0     |
| 0     | 90 a 94 | 0     |
| 0     | 85 a 89 | 0     |
| 0     | 80 a 84 | 0     |
| 4     | 75 a 79 | 4     |
| 4     | 70 a 74 | 12    |
| 8     | 65 a 69 | 8     |
| 0     | 60 a 64 | 4     |
| 0     | 55 a 59 | 4     |
| 4     | 50 a 54 | 0     |
| 0     | 45 a 49 | 4     |
| 8     | 40 a 44 | 8     |
| 12    | 35 a 39 | 12    |
| 4     | 30 a 34 | 8     |
| 0     | 25 a 29 | 4     |
| 0     | 20 a 24 | 0     |
| 0     | 15 a 19 | 12    |
| 16    | 10 a 14 | 8     |
| 4     | 5 a 9   | 0     |
| 4     | 0 a 4   | 0     |

## Economia
El 2007 la població en edat de treballar era de 118 persones, 86 eren actives i 32 eren inactives. De les 86 persones actives 81 estaven ocupades (45 homes i 36 dones) i 5 estaven aturades (2 homes i 3 dones). De les 32 persones inactives 8 estaven jubilades, 12 estaven estudiant i 12 estaven classificades com a «altres inactius».

### Ingressos
El 2009 a Hannescamps hi havia 65 unitats fiscals que integraven 192 persones, la mediana anual d'ingressos fiscals per persona era de 18.248,5 €.

### Activitats econòmiques
Dels 2 establiments que hi havia el 2007, 1 era d'una empresa de comerç i reparació d'automòbils i 1 d'una entitat de l'administració pública.
L'any 2000 a Hannescamps hi havia 4 explotacions agrícoles.

## Poblacions més properes
El següent diagrama mostra les poblacions més properes.